# Nnedi Okorafor
Nnedi Okorafor, född 8 april 1974 i Cincinnati, Ohio som dotter till nigerianska föräldrar, är en amerikansk författare av fantasy och fantastik. I sina berättarteman blandar hon typiskt amerikansk kultur med influenser från västra Afrika, grundat på sitt ursprung i den etniska gruppen Igbo-folket. 
För sina barnböcker och litteratur för unga vuxna har hon fått flera utmärkelser, bland andra 2008 års Wole Soyinka Prize for Literature in Africa för Zahrah the Windseeker, 2007-2008 års "Macmillan Writers Prize for Afrika" och för Long Juju Man "Carl Brandon Parallax Award" 2005. The Shadow Speaker tog hem Carl Brandon Parallax Award, en "Booksense Pick for Winter" 2007/2008, ett Tiptree Honor Book hedersomnämnande, och var finalist till flera andra priser. Who Fears Death vann 2011 års World Fantasy Award for Best Novel, den var en 2011 års Tiptree Honor Book och var nominerad till Nebulapriset 2010.
År 2020 kom Who Fears Death på svenska med titeln Vem fruktar döden. 
Första delen i trilogin Binti publicerades 2015. Kortromanen vann både Nebulapriset och Hugopriset 2016. Samtliga delar av Binti-trilogin publicerades på svenska 2022 av Palaver Press. I samband med utgivningen besökte Nnedi Okorafor Bokmässan.